# Principio formale e materiale della teologia
La teologia cristiana influenzata dalle categorie della Scolastica usa i termini principio formale e principio materiale per identificare quale sia la fonte delle particolari dottrine di una religione, movimento religioso, tradizione, raggruppamento, denominazione od organizzazione religiosa. Il "principio formale", o "principio informatore" è ciò che dà forma, fa sì che qualcosa sia quel che è, l'autorità principale che la determina; il "principio materiale" è la "sostanza" caratteristica che la distingue, la sua idea di fondo, la sua enfasi principale, il suo tratto distintivo, l'espressione principale che dà sostanza alla sua identità. Un "principio formale" tende ad essere rappresentato dai testi o pensatori/leader riconosciuti di una particolare religione, mentre un "principio materiale" il suo insegnamento centrale.
Queste categorie sono state articolate, sviluppate ed utilizzare dallo studioso luterano F. E. Meyer nell'opera The Religious Bodies of America al fine di facilitare lo studio comparato della fede e della pratica dei cristiani presenti negli USA.. Quest'argomento è pure trattato in un opuscolo intitolato: Gospel and Scripture della Commission on Theology and Church Relations della Chiesa luterana—Sinodo del Missouri.
La discussione su questi principi riguarda il campo dei prolegomena, cioè le fondamenta, i presupposti e il metodo della teologia sistematica.

## Le classificazioni di F.E. Mayer

### Cristianesimo ortodosso
- Principio formale: la Bibbia e la "sacra tradizione". [3]
- Principio materiale: L'opera di Gesù Cristo di theopoiesis o theosis (θέωσις), la deificazione finale dell'essere umano. Cita Atanasio di Alessandria dalla sua Incarnazione della Parola: "Cristo assunse l'umanità affinché noi potessimo partecipare alla natura di Dio."[4]

### Cattolicesimo romano
- Principio formale: la Bibbia, la tradizione, la ragione,[5] il Papa, e il Magistero.
- Principio materiale: "L'anima dell'essere umano, dato che proviene direttamente da Dio, è buona ed anela a riunirsi con Dio. Questo si realizza nella visione beatifica di Dio. Il corpo umano è soggetto al peccato ed alienato da Dio. Quindi, l'essere umano deve essere progressivamente giustificato, cioè reso giusto. Questo risultato è realizzato quando, attraverso i sacramenti l'essere umano entra nello "stato di grazia" ed osserva i comandamenti che la chiesa ... per il suo "mandato divino", impartisce ai fedeli".[6]

### Luteranesimo
- Principio formale: La Bibbia soltanto (sola Scriptura)[7]
- Principio materiale: "una sinossi e sommario della verità cristiana" che si può essere giustificati dalla grazia di Dio attraverso la sola fede in Cristo soltanto.[8]

### Anglicanesimo
- Principio formale in generale: La Bibbia, l'autorità della chiesa e della ragione.[9] In modo specifico, a seconda delle diverse tendenze ivi presenti:
  - Chiesa bassa: la Bibbia come fonte unica e del tutto sufficiente di verità religiosa.[9]
  - Chiesa alta: "l'autorità dottrinale che si fonda, in ordine, su Cristo, l'insegnamento della Chiesa, nelle Sacre Scritture, nei concili". Questo viene chiamato il consensus fidelium ("consenso dei fedeli").[9]
  - Chiesa latitudinaria — insieme alla Bibbia ed al "consensus fidelium" si include "l'auto-rivelazione di Dio nello sviluppo morale e religioso dell'umanità nel suo insieme, nella religione di Israele, nella persona di Cristo, e nella vita del suo corpo mistico, la chiesa"."[9]
- Principio materiale:
  - Chiesa bassa: "la dottrina della grazia di Dio che la fede riceve senza l'aggiunta di opere umane."[9]
  - Chiesa alta— il culto nella chiesa e la successione apostolica.[10]
  - Chiesa latitudinaria — una vita che si conforma agli insegnamenti etici di Gesù.[11]

### Zwinglianismo
- Principio formale: la Bibbia e la rivelazione diretta dello Spirito Santo.[12]
- Principio materiale: la causalità divina assoluta.[13]

### Calvinismo
- Principio formale: la Bibbia come il criterio unico di ogni verità ("sola Scriptura" (sola scriptura).[14]
- Principio materiale: La gloria di Dio.[15]

### Metodismo
- Principio formale: la Bibbia, la ragione, l'insegnamento della chiesa antica.[16]
- Principio materiale: l'essere umano perfezionato, cioè l'intera santificazione.[16]

## Altri raggruppamenti
Oltre alle classificazioni del pensiero delle maggiori chiese, si può applicare lo stesso metodo anche ad altri raggruppamenti cristiani come il pentecostalismo o il movimento carismatico oggi fiorente, oppure su gruppi eterodossi come i Testimoni di Geova o i Mormoni.

## Valutazione
Queste definizioni possono essere considerate valide "in linea di massima", nella misura in cui ciascuna di queste denominazioni rimane fedele ai propri principi ispiratori di base. Esse, però, tendono ad essere categorie piuttosto statiche che non tengono conto dell'evoluzione del pensiero di queste chiese e degli spostamenti naturali di prospettiva di ciascuna di esse nel corso del tempo. All'interno di queste chiese e denominazioni, vi sono poi gruppi che vi rappresentano la tendenza conservatrice che vuole rimanere fedele ai loro principi di base, ed altri che, pur richiamandosi alla stessa tradizione storica, la leggono in modo critico assumendo nel proprio principio formale, ad esempio, i presupposti delle ideologie che via via si impongono nel pensiero dominante della società in cui sono inserite. Ci si può quindi chiedere in che misura, per esempio, i presupposti dello scientismo, del socialismo, del secolarismo o dell'umanesimo religioso contemporaneo diventino parte del principio formale di chiese o gruppi e quindi diano sostanza a principi materiali diversi da quelli tradizionali.